# Knut Nystedt
Knut Nystedt (Kristiania, 3 de setembre de 1915 - 8 de desembre de 2014) fou un compositor, organista, director de cor i pedagog noruec.

## Biografia
Nystedt va néixer a Kristiania (actual Oslo) el 3 de setembre de 1915. Va treballar la major part de la seva vida com a organista a l'església Torshov d'Oslo i com a professor de direcció de cor a la Universitat d'Oslo. Va fundar i va dirigir els cors Det Norske Solistkor ('Cor de solistes noruecs') i Schola Cantorum de Noruega, amb els quals va viatjar per tot el món.
La major part de les seves composicions per a cor o veus solistes estan basades en textos bíblics o sagrats. En les seves creacions té una importància crucial la música sacra antiga, com Palestrina i el cant gregorià. Com a compositor de peces tant corals com orquestrals, Nystedt va mostrar una notable capacitat d'adaptar els nous descobriments al seu estil personal, ric al mateix temps en colors i en delicats matisos. El CD Immortal Nystedt gravat el 2005 pel cor noruec Ensemble 96, va ser nominat als Premis Grammy de 2007 en dues categories.
En reconeixement de la seva obra, Knut Nystedt va rebre nombrosos guardons al seu país i a l'estranger, i el 1966 va ser nomenat cavaller de l'Ordre de Sant Olaf, de la qual arribaria a ser comendador el 2002. Va ser professor honorari de la Universitat de Mendoza a l'Argentina.
Va morir el 8 de desembre de 2014.